# Kishigami Kojun
Kojun Kishigami, né dans la préfecture de Kagawa en 1941, a reçu les ordinations laïque (dites « de bodhisattva ») et de moine (dite de "bodhisattva" au Japon) en 1962 de Kodo Sawaki au temple d’Antaiji. Il a également reçu la Transmission du Dharma (shiho) de Sawaki en 1965, un mois avant le décès de celui-ci.
Il a pratiqué dans les temples de Eiheiji, Hokyoji, Daieiji et Seisuiji, avant de bâtir en 1983 le Jinkoan, un ermitage dans la Préfecture de Mie. Depuis ce temps, il y dirige des  sesshin mensuelles et enseigne la couture du kesa.